# Begur
Begur (em catalão e oficialmente) ou Bagur (em castelhano) é um município da Espanha na comarca de Baix Empordà, província de Girona, comunidade autónoma da Catalunha. Tem 20,71 km² de área e em 2021 tinha 4 039 habitantes (densidade: 195 hab./km²).
Pertence à rede das cidades Cittaslow.

## Demografia
| Variação demográfica do município entre 1991 e 2004 | Variação demográfica do município entre 1991 e 2004 | Variação demográfica do município entre 1991 e 2004 | Variação demográfica do município entre 1991 e 2004 |
| --------------------------------------------------- | --------------------------------------------------- | --------------------------------------------------- | --------------------------------------------------- |
| 1991                                                | 1996                                                | 2001                                                | 2004                                                |
| 2760                                                | 3039                                                | 3459                                                | 3861                                                |